# 斯捷潘尼夫卡 (海辛區)
48°41′12″N 29°40′45″E / 48.68667°N 29.67917°E
斯捷潘尼夫卡（烏克蘭語：Степанівка），是烏克蘭西南部文尼察州海辛區泰普利克市镇内的村落。始建於1750年，面積0.24平方公里，海拔高度209米，2001年人口988。